# François Desfieux
 (mars 2019).
Si vous disposez d'ouvrages ou d'articles de référence ou si vous connaissez des sites web de qualité traitant du thème abordé ici, merci de compléter l'article en donnant les références utiles à sa vérifiabilité et en les liant à la section « Notes et références ».
François Desfieux (1755-1794), né à Bordeaux, en 1755, guillotiné à Paris, le 4 germinal an II (24 mars 1794), est un commerçant et homme politique qui s'est fait connaître pendant la Révolution française.

## Sous l'Ancien Régime
Avant la Révolution française, François Desfieux était négociant en vins à Bordeaux. Son compatriote Pierre Vergniaud a parlé à son sujet de banqueroutes frauduleuses et d'escroqueries.[réf. nécessaire] Venu à Paris au début de la Révolution, bénéficiant d'un réseau important, il contracta des marchés d'approvisionnement avec les établissements les plus huppés de la capitale, notamment au Palais-Royal qui comptait de très grands restaurants et traiteurs. En 1792, il approvisionnait le « 50 » de Aucane et Mme de Sainte-Amaranthe. Il fit avec le vin de Bordeaux ce que Santerre faisait avec la bière.
Lors de la crise de juillet 1789, François Desfieux séjournait à Paris, et il raconte dans son autobiographie publiée sous le titre Desfieux détenu dans la prison de Sainte-Pélagie à ses concitoyens, avoir participé à la prise de la Bastille le 14 juillet 1789. Il dit aussi avoir apporté le 12 juillet la nouvelle du renvoi de Necker et pris part aux événements qui suivirent. En octobre 1789, il était de retour dans sa ville natale où il fonda le club du Café national. Fin  juin 1790, sur l'invitation de la municipalité de Toulouse, il y établit une société populaire et il s'en retourna aussitôt à Paris où il se trouvait à la Fédération du 14 juillet 1790. Il s'installa dans la capitale, et prit un luxueux appartement rue Saint-Marc dans le quartier du Palais-Royal. Il suivait avec intérêt les débats à l'Assemblée, entra aux Cordeliers et fut un des membres les plus actifs au club des Jacobins dont il fut d'abord membre du Comité de correspondance, trésorier puis, plus tard, vice-président. De concert avec Collot d'Herbois, il organisa l'arrivée triomphale, dans la capitale, des soldats révoltés du régiment suisse de Châteauvieux. 
Présent lors de la fusillade du Champ-de-Mars le 17 juillet 1791, il  déclara peu après que le seul moyen de sauver la patrie, mise en danger par le pouvoir exécutif, était de faire appel au peuple et de recourir à l'insurrection (27 juillet 1791). Il demandait par conséquent le recours aux fédérés Girondins et Marseillais afin de renverser militairement le gouvernement, évènement qui ne se produisit qu'un an plus tard, lors de la journée du 10 août 1792. Des liens d'amitié l'unissaient alors à l'ancien auteur dramatique Jean-Marie Collot d'Herbois et au diplomate Guillaume Bonnecarrère, qui occupaient comme lui des fonctions importantes au club des Jacobins. Or Bonnecarrère était un dispensateur des fonds secrets de la Liste civile sous les ministères de Montmorin et Bertand de Molleville. Dans ses Mémoires ce dernier ne dissimule pas que Desfieux aurait reçu des subsides de la cour dès 1791. Le comportement du personnage qui n'était pas le dernier à maîtriser le double discours, a révélé par la suite que les assertions de Bertrand de Molleville pouvaient être recevables.  
Élu président de la section de son domicile - la section Le Peletier - Desfieux fut désigné comme juré de jugement au premier Tribunal révolutionnaire dit du 17 août. Lors des opérations électorales de la fin août 1792, l'assemblée primaire de la section de 1792 le choisit pour l'un de ses électeurs. C'est en qualité de président de la section Le Peletier qu'il prononça un discours le jour de l'inauguration des bustes de Marat et de Le Peletier.
Dans la seconde moitié de d'octobre 1792, il s'absenta en province pour revenir alors qu'on jugeait Louis XVI. Il indiqua que dans le cours de son voyage, le peuple était unanime à demander la mort de Louis XVI. Il affichait des sentiments ultrarévolutionnaires en public et surtout aux Jacobins où il fait illusion sur sa sincérité de patriote.[réf. nécessaire]

## Un double visage?
En relation avec Proli, bien connu comme agent sinon observateur à la solde des puissances d'argent[réf. nécessaire], celui-ci vint habiter chez lui rue des Filles Saint-Thomas. Proly, mais également Bonnecarrère, contribuèrent grandement au mouvement exagéré qui s'était entre-temps formé à la Commune de Paris, et développé sous l'impulsion du maire puis ministre de la guerre Jean-Nicolas Pache. Les hommes recrutés par Pache pratiquaient souvent la démagogie outrancière, et pour eux la fin - la prise du pouvoir - justifiait les moyens : ils n'hésitaient devant rien et beaucoup de leurs dénonciations eurent une portée tragique.[réf. nécessaire]
Desfieux ne fut pas le dernier à leur emboîter le pas en lançant les attaques les plus vives contre les Girondins qui redoutaient le contrôle de l'assemblée par les factieux qui prétendaient leur opposer la « force armée révolutionnaire ». Il fut dénoncé à la Convention par le Bordelais Pierre Vergniaud, son compatriote, qui le connaissant bien, lui faisant reproche de ses « escroqueries » et de ses « banqueroutes » à Bordeaux. Il lui reprocha enfin son apologie des massacres de septembre. 
Le lendemain, par voie d'affiche, Desfieux traitait Vergniaud de calomniateur, et disait qu'il le considérait, avec son parti, comme les plus grands ennemis de la République.[réf. nécessaire]
Les Girondins qui faisaient planer la menace de révélations et prétendaient démasquer ces démagogues, firent diligenter une enquête par la Commission des Douze sur les exactions et dilapidations commises entre le 10 août et le 5 septembre 1792. Pour parer au danger les membres de la Commune - et Desfieux ne fut pas le dernier - précipitèrent le coup de force des  9 et 10 mars 1793 (attaque contre les Girondins) qui devait se rééditer avec succès le 31 mai suivant. 
Entre-temps, le 11 mai 1793, le ministre Bouchotte, placé au ministère par Pache, l'avait envoyé en Suisse pour acheter des armes. 
Ces missions coutaient des fortunes pour des résultats très discutables.[réf. nécessaire] Mais elles donnaient lieu à des avances sur frais qui n'étaient jamais justifiés en retour, et les caisses étaient régulièrement vidées pour financer des opérations de luttes politiciennes. La question de l'affectation des fonds secrets fut, à l'époque, un serpent de mer qui empoisonna la vie publique depuis l'entrée aux affaires de Dumouriez jusqu'au départ de Danton du Comité de salut public.  
Le club des Jacobins le chargea de plusieurs missions dans le Sud-Ouest, en Belgique et en Suisse. Il mit tout en œuvre pour faire régner la discorde et la méfiance au sein du club des Jacobins.[réf. nécessaire]
De plus, il était souvent entouré de personnes que l'on disait suspectes. Cependant, il n'avait jamais négligé ses affaires. C'est lui qui approvisionnait en vins, liqueurs et autres spiritueux les caves du  « 50 » – situé au no 50 des arcades des palais Royal l'établissement de Aucane et de Jeanne-Louise-Françoise de Sainte-Amaranthe. Il était en relations d'affaires avec Péreyra et par lui avec Laborde et Sartines. Tout porte à croire que son attitude ultra démagogique, comme celle de Hébert et consorts, appartenait à une stratégie plus vaste de déstabilisation de la tendance révolutionnaire "raisonnable" qu'incarnait Robespierre. Lorsqu'il disait Je veux que les choses en vienne au point que le père foute sa fille au coin d'une borne et même sur le Pont-Neuf, il ne faut pas prendre ces propos comme d'autres au pied de la lettre.  C'est le gros problème de la lecture de la Révolution française. Les textes rapportés ne doivent jamais être isolés du contexte politique ou politicien du moment. Les personnalités peuvent être autre chose que ce qu'elles proclament dans des discours ou écrivent dans des articles de propagande.
Décrété d'arrestation le 14 octobre 1793, Desfieux fut immédiatement remis en liberté sur intervention de Collot d'Herbois qui chercha à le protéger jusqu'au bout.
Las du manège de François Desfieux, le 1er frimaire an II (21 novembre 1793), Maximilien de Robespierre demanda son exclusion du club des Jacobins. Dès ce moment, il se sentit sérieusement menacé, d'autant que les hébertistes et Pache à leur tête, faisaient l'objet de dénonciations répétées. 
Décrété d'arrestation dans la nuit du 3 frimaire an II (23 novembre 1793), Desfieux passa trois mois en prison avant de comparaître devant le Tribunal révolutionnaire avec Jacques René Hébert, Jean-Baptiste Cloots et d'autres personnages soupçonnés d'entretenir des liens avec des « agents de l'étranger ». Il fut condamné à mort et guillotiné avec Jacques-René Hébert et un certain nombre d'individus, d'horizons divers, le 4 germinal an II (24 mars 1794).